# Francesc Dalmau I de Rocabertí
Francesc Dalmau I de Rocabertí i de Sarriera fou vescomte de Rocabertí entre 1567 i 1592.

## Núpcies i descendència
Francesc Dalmau es va casar tres vegades:
- Elionor de Boixadors

- Elionor Desmiquel

- Praxedis de Pacs, amb qui va tenir:
  - Francesc Jofre I de Rocabertí, vescomte de Rocabertí.
  - Elisabet, casada amb Joan de Boixadors, comte de Savallà.
  - Violant
  - Maria Praxedis, casada amb Llús Descatllar, senyor de Besora.

- Fills legítims però de mare desconeguda:
  - Gaspar.
  - Hipòlita, morta el 1624 que fou monja.